# NGC 6390
NGC 6390 est une galaxie spirale située dans la constellation du Dragon. Sa vitesse par rapport au fond diffus cosmologique est de 3 127 ± 5 km/s, ce qui correspond à une distance de Hubble de 46,1 ± 3,2 Mpc (∼150 millions d'al). NGC 6390 a été découverte par l'astronome américain Lewis Swift en 1885.
La classe de luminosité de NGC 6385 est II-III et elle présente une large raie HI.
À ce jour, quatre mesures non basées sur le décalage vers le rouge (redshift) donnent une distance de 49,600 ± 4,969 Mpc (∼162 millions d'al), ce qui est à l'intérieur des valeurs de la distance de Hubble.